# Gratot
Gratot est une commune française, située dans le département de la Manche en région Normandie, peuplée de 674 habitants.

## Géographie

### Localisation
| Boisroger, Blainville-sur-Mer                | Brainville, La Vendelée | La Vendelée, Monthuchon             |
| Saint-Malo-de-la-Lande                       | Gratot                  | Coutances                           |
| Saint-Malo-de-la-Lande, Tourville-sur-Sienne | Tourville-sur-Sienne    | Coutances, Bricqueville-la-Blouette |

### Hydrographie
La commune est située dans le bassin Seine-Normandie. Elle est drainée par l'Ay, la rivière du Moulin de Gouville, la Siame, le ruisseau de Gidron, le ruisseau du Maudouit, le fossé 01 de Coquefontaine, le fossé 08 de la Maison Neuve et le ruisseau de Chanteloup,,.
L'Ay, d'une longueur de 33 km, prend sa source dans la commune de La Vendelée et se jette  dans la havre de Saint-Germain-sur-Ay en limite de Saint-Germain-sur-Ay et de Créances, après avoir traversé neuf communes.
La rivière du Moulin de Gouville, d'une longueur de 13 km, prend sa source en limite des communes de Gratot et de La Vendelée et se jette dans le golfe de Saint-Malo à Blainville-sur-Mer, après avoir traversé quatre communes.
La Siame, d'une longueur de 10 km, prend sa source dans la commune et se jette  dans le golfe de Saint-Malo en limite de Tourville-sur-Sienne et d'Agon-Coutainville, après avoir traversé quatre communes.

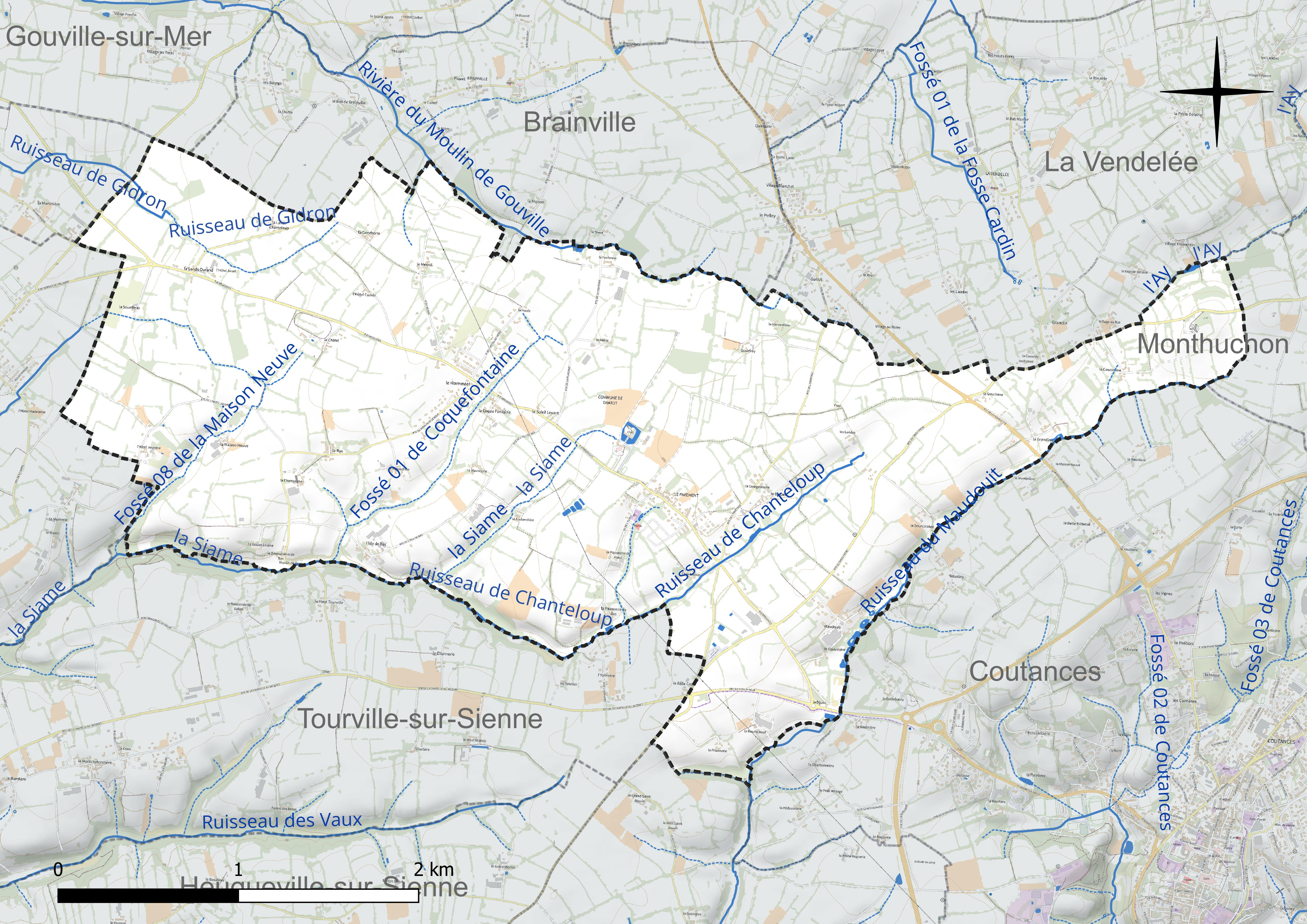
Réseau hydrographique de Gratot.

### Climat
Pour des articles plus généraux, voir Climat de la Normandie et Climat de la Manche.
En 2010, le climat de la commune est de type climat océanique franc, selon une étude du CNRS s'appuyant sur une série de données couvrant la période 1971-2000. En 2020, Météo-France publie une typologie des climats de la France métropolitaine dans laquelle la commune est exposée à un climat océanique et est dans la région climatique Normandie (Cotentin, Orne), caractérisée par une pluviométrie relativement élevée (850 mm/a) et un été frais (15,5 °C) et venté. Parallèlement le GIEC normand, un groupe régional d’experts sur le climat, différencie quant à lui, dans une étude de 2020, trois grands types de climats pour la région Normandie, nuancés à une échelle plus fine par les facteurs géographiques locaux. La commune est, selon ce zonage, exposée à un « climat maritime », correspondant au Cotentin et à l'ouest du département de la Manche, frais, humide et pluvieux, où les contrastes pluviométrique et thermique sont parfois très prononcés en quelques kilomètres quand le relief est marqué.
Pour la période 1971-2000, la température annuelle moyenne est de 10,8 °C, avec une amplitude thermique annuelle de 11,6 °C. Le cumul annuel moyen de précipitations est de 1 058 mm, avec 14,8 jours de précipitations en janvier et 9 jours en juillet. Pour la période 1991-2020, la température moyenne annuelle observée sur la station météorologique la plus proche, située sur la commune de Coutances à 5 km à vol d'oiseau, est de 11,7 °C et le cumul annuel moyen de précipitations est de 1 092,8 mm,. Pour l'avenir, les paramètres climatiques de la commune estimés pour 2050 selon différents scénarios d’émission de gaz à effet de serre sont consultables sur un site dédié publié par Météo-France en novembre 2022.

## Urbanisme

### Typologie
Au 1er janvier 2024, Gratot est catégorisée commune rurale à habitat dispersé, selon la nouvelle grille communale de densité à sept niveaux définie par l'Insee en 2022.
Elle est située hors unité urbaine.
Par ailleurs la commune fait partie de l'aire d'attraction de Coutances, dont elle est une commune de la couronne,. Cette aire, qui regroupe 37 communes, est catégorisée dans les aires de moins de 50 000 habitants,.

### Occupation des sols
L'occupation des sols de la commune, telle qu'elle ressort de la base de données européenne d’occupation biophysique des sols Corine Land Cover (CLC), est marquée par l'importance des territoires agricoles (98,3 % en 2018), une proportion identique à celle de 1990 (98,3 %).
La répartition détaillée en 2018 est la suivante : prairies (46,5 %), terres arables (31,1 %), zones agricoles hétérogènes (20,7 %), forêts (1,7 %).

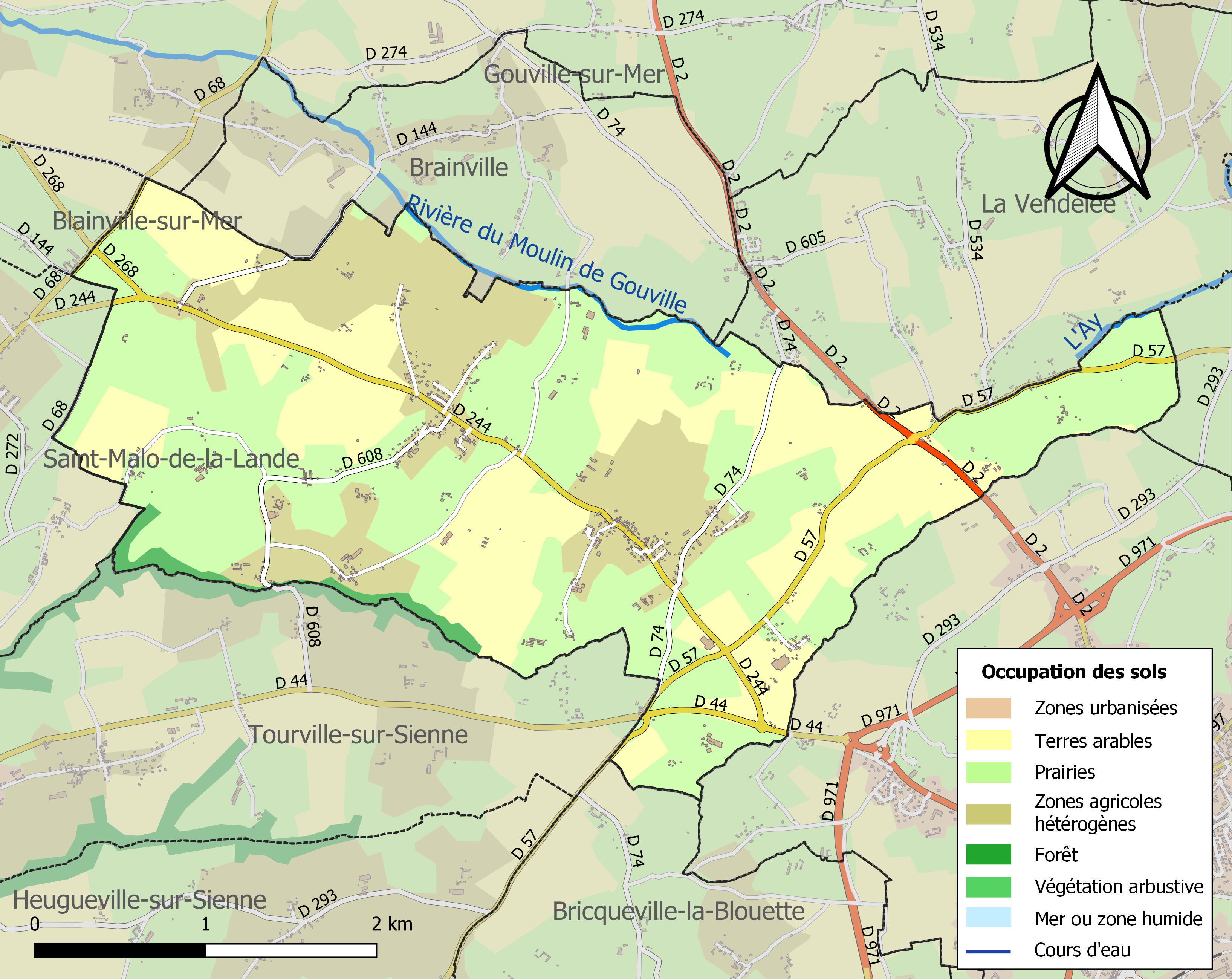
Carte des infrastructures et de l'occupation des sols de la commune en 2018 (CLC).

L'évolution de l’occupation des sols de la commune et de ses infrastructures peut être observée sur les différentes représentations cartographiques du territoire : la carte de Cassini (XVIIIe siècle), la carte d'état-major (1820-1866) et les cartes ou photos aériennes de l'IGN pour la période actuelle (1950 à aujourd'hui).

## Toponymie
Le nom de la localité est attesté sous les formes Guerartot au XIIe siècle, Gerartot vers 1160, Girartot et Grartot vers 1210, Gratot en 1250, Girardtot sans date.
Le gentilé est Gratotais.

## Histoire

### Moyen Âge
Des seigneurs de Gratot participèrent en 1066 à la bataille d'Hastings.
Dans la première moitié du XIIe siècle, la paroisse relevait de l'honneur du Hommet.
Clarembald de Gratot fut bienfaiteur de l'abbaye de Lessay.
Jeanne de Gratot (XIIe siècle) fit entrer la seigneurie de Gratot dans la famille d'Argouges, l'une des plus grandes familles normandes, à la suite de son mariage avec Guillaume d'Argouges.
D'après un aveu de la seigneurie de Marigny rendu au roi en 1408, on voit que c'était une demi-baronnie dont dépendait Gratot qui était un fief de chevalier. En 1439, Jean d'Argouges est seigneur de Gratot et de Granville.

### Temps modernes
La seigneurie fut érigée en marquisat par Louis XIV en faveur de la famille d'Argouges qui posséda le village du XIIIe au XVIIIe siècle (1251-1771).

### Révolution française et Empire
En 1795, Gratot (601 habitants en 1793) absorbe Le Homméel (379 habitants),.

## Politique et administration
| Période                                  | Période   | Identité       | Étiquette | Qualité     |
| ---------------------------------------- | --------- | -------------- | --------- | ----------- |
| juin 1995                                | mars 2008 | Jacky Robiolle | SE        | Enseignant  |
| mars 2008                                | En cours  | Rémi Bellail   | SE        | Agriculteur |
| Les données manquantes sont à compléter. |           |                |           |             |

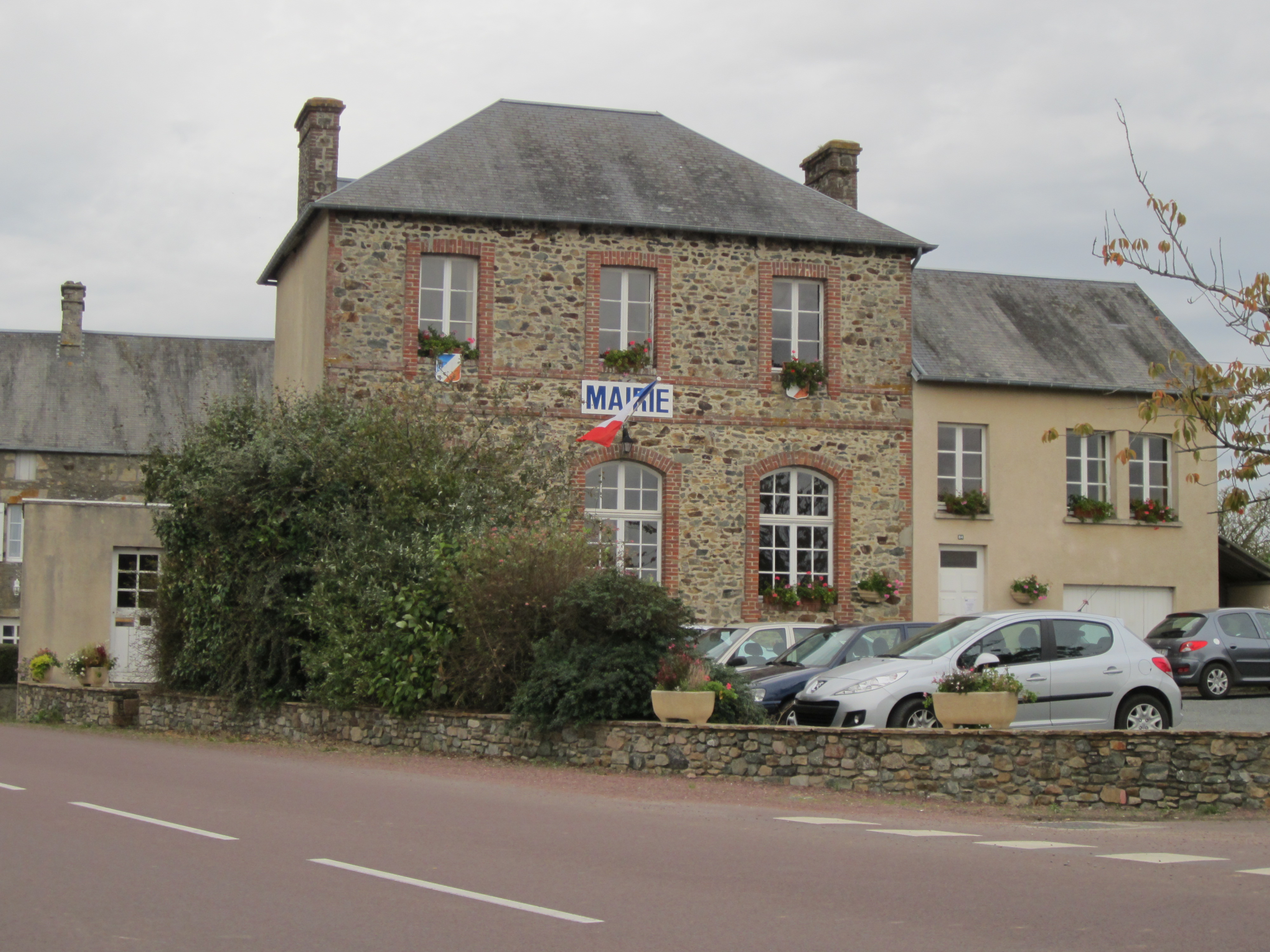
La mairie.

Le conseil municipal est composé de quinze membres dont le maire et quatre adjoints.

## Démographie
L'évolution du nombre d'habitants est connue à travers les recensements de la population effectués dans la commune depuis 1793. Pour les communes de moins de 10 000 habitants, une enquête de recensement portant sur toute la population est réalisée tous les cinq ans, les populations de référence des années intermédiaires étant quant à elles estimées par interpolation ou extrapolation. Pour la commune, le premier recensement exhaustif entrant dans le cadre du nouveau dispositif a été réalisé en 2008.
En 2022, la commune comptait 674 habitants, en évolution de +3,53 % par rapport à 2016 (Manche : −0,31 %, France hors Mayotte : +2,11 %).
| 1793 | 1800 | 1806  | 1821 | 1831  | 1836 | 1841 | 1846 | 1851 |
| ---- | ---- | ----- | ---- | ----- | ---- | ---- | ---- | ---- |
| 601  | 609  | 1 029 | 968  | 1 000 | 940  | 925  | 854  | 803  |

| 1856 | 1861 | 1866 | 1872 | 1876 | 1881 | 1886 | 1891 | 1896 |
| ---- | ---- | ---- | ---- | ---- | ---- | ---- | ---- | ---- |
| 794  | 826  | 825  | 767  | 754  | 668  | 635  | 631  | 607  |

| 1901 | 1906 | 1911 | 1921 | 1926 | 1931 | 1936 | 1946 | 1954 |
| ---- | ---- | ---- | ---- | ---- | ---- | ---- | ---- | ---- |
| 568  | 557  | 506  | 455  | 475  | 476  | 473  | 527  | 490  |

| 1962 | 1968 | 1975 | 1982 | 1990 | 1999 | 2006 | 2008 | 2013 |
| ---- | ---- | ---- | ---- | ---- | ---- | ---- | ---- | ---- |
| 423  | 412  | 385  | 444  | 581  | 612  | 649  | 660  | 652  |

| 2018 | 2022 | - | - | - | - | - | - | - |
| ---- | ---- | - | - | - | - | - | - | - |
| 661  | 674  | - | - | - | - | - | - | - |

Absorbée entre 1795 et 1800, la commune du Homméel comptait 379 habitants en 1793.

## Culture locale et patrimoine

### Lieux et monuments
- Château de Gratot : château des XIIIe, XVe et XVIIe siècles, classé au titre des monuments historiques[36] (communs du XVIe siècle, logis en équerre, la tour de la fée du XVIe siècle).
- Manoir de Chanteloup du début du XVIe siècle situé non loin du ruisseau de Chanteloup et à moins d'un kilomètre au sud-est du château de Gratot.

On accède au domaine, sur sa façade nord, par un double passage voûté en plein cintre, charretière et piétonne séparées par un mur, qui traversent tout le bâtiment. De ce côté, l'étage s'éclaire par trois fenêtres à meneaux avec linteau en accolade. À gauche de l'entrée est accolée, en forte saillie, une grosse tour carrée qui abrite un grand escalier. À mi-hauteur de la tour, courre un bandeau de pierre qui se prolonge sur la façade, avec au-dessus et en dessous de celui-ci, deux meurtrières qui protègent l'entrée. La façade sud, côté cour, est flanquée d'une tour ronde, à peine engagée, qui s'éclaire par cinq petites fenêtres carrées et est percée d'embrasures à fusils. Elle abrite un escalier en vis qui dessert les étages. Sa partie haute, au-dessus d'un cordon de pierres de granit, et d'un diamètre supérieur, est percée de deux baies jumelées. Elle est couverte d'un toit d'ardoises en poivrière surmontée d'un épi de faîtage percé d'une grande fenêtre triangulaire. À sa base, sa porte encadrée par de forts blocs de granit chanfreinés est surmontée d'un linteau droit sous un arc de décharge appareillé. De ce côté-ci, le logis prend le jour par des fenêtres à meneaux, deux croisées et deux demi-croisées, et est couvert d'un toit en ardoises, autrefois en chaume, à deux versants, surmonté de trois souches de cheminées. À ce logis, est accolé un bâtiment plus bas, sans étage mais avec grenier, à usage aussi d'habitation, et sur lequel s’appuie des remises et garages construits en prolongement.
Le chanoine-historien Émile-Aubert Pigeon dit que c'est probablement Pierre de Chanteloup qui est, au début du XVIe siècle, le constructeur du château. Se succède, de père en fils, Julien de Chanteloup, puis Jacques de Chanteloup, qui dans les années 1560, vivait toujours à Gratot. Son petit-fils, René de Chanteloup († 1641), époux de Jeanne du Praël, est signalé dans la recherche de noblesse de Roissy en 1598 et dans celle d'Aligre en 1634. Le rôle de la noblesse de 1640 mentionne : « Regné de Chanteloup, escuier, sieur de La Pernelle. – Homme de rien, qui n'a que deux filles ». C'est sa fille Esther de Chanteloup, épouse de Me Jacques Le Maistre, sieur des Fontaines, conseiller du roi, et ancien lieutenant en la vicomté de Coutances, qui hérite du tènement de Chanteloup. Jacques Le Maitre (Heugueville, v. 1644 - 1690), leur fils, épousa, à Orval en 1668, Jeanne de Guérout, est toujours mentionné comme possesseur de Chanteloup à sa mort. Le manoir passe ensuite à la famille d'Argouges, déjà propriétaire du château de Gratot. Dès lors, et jusqu'en 1891, le manoir de Chanteloup et le château de Gratot auront les mêmes propriétaires,. En 1771, Jean-Antoine d'Argouges († 1777 sans postérité, âgé de près de 90 ans), à la suite de difficultés financières, vend tous ses biens en viager à Mgr Talaru de Chalmazel, évêque de Coutances. En 1773, celui-ci les rétrocède à un cousin du marquis, Bon-Luc-Jacques du Homméel, qui s'installe au château, où il meurt le 25 avril 1785. Marguerite de Percy, sa veuve, revend aux enchères le 27 octobre 1788 ses possessions de Gratot au seigneur de Saint-Georges-de-Rouelley, Guillaume-François d'Ouessay, conseiller au Parlement de Normandie. Celui-ci continuera à habiter Coutances, où il meurt en janvier 1802. Jacqueline Auvray de Fincel, sa veuve, et ses enfants, sont contraints de vendre Chanteloup  à la suite de la saisie d'un créancier en 1803. Les procédures traînant, la vente  n'aura lieu que le 17 février 1826. C'est Pierre-Charles Quesnel d'Ectot, frère de Jean-Jacques Quesnel de La Morinière, riche coutançais, qui en est l'acquéreur et meurt célibataire à Coutances. Marthe Quesnel de La Morinière (1832-1908), sa nièce, hérite des terres, exploitées par un fermier, et du manoir qu'elle revend en 1891 à un négociant de Coutances, Alexandre Yvon. Se succéderont : Madeleine-Marie Yvon (1909), Raoul de Wazières (1920), Victor-Félix Regnault (1923), Jean Dehan (1924), François Chauvin (1935), Marcel Larsonneur (1936), M. Mouchel-Drillot (1957), et de 2015 à 2020, Dominique et Nicola Lepiller.
- Église Notre-Dame des XVe et XVIIIe siècles, inscrite aux monuments historiques[40]. C'est l'ancienne église du château avec clocher du XVe siècle, cadran solaire. Elle abrite les pierres tombales des seigneurs d'Argouges, des fonts baptismaux du XVe, une cloche datée de 1820.
- Ermitage Saint-Gerbold aux landes du XVe siècle, l'un des derniers ermitages bâtis existants encore en France, classé aux monuments historiques.
- Église du Homméel des XIIe – XVIIe siècle, utilisée par les Anglicans pour leur culte. Elle abrite des fonts baptismaux du XVIe, une Vierge à l'Enfant du XVe.
- Musée d'exposition, « 8 siècles de vie ».
- Sept moulins à eaux parsemait le territoire communal.
- Deux anciens lavoirs.
- If funéraire du cimetière.

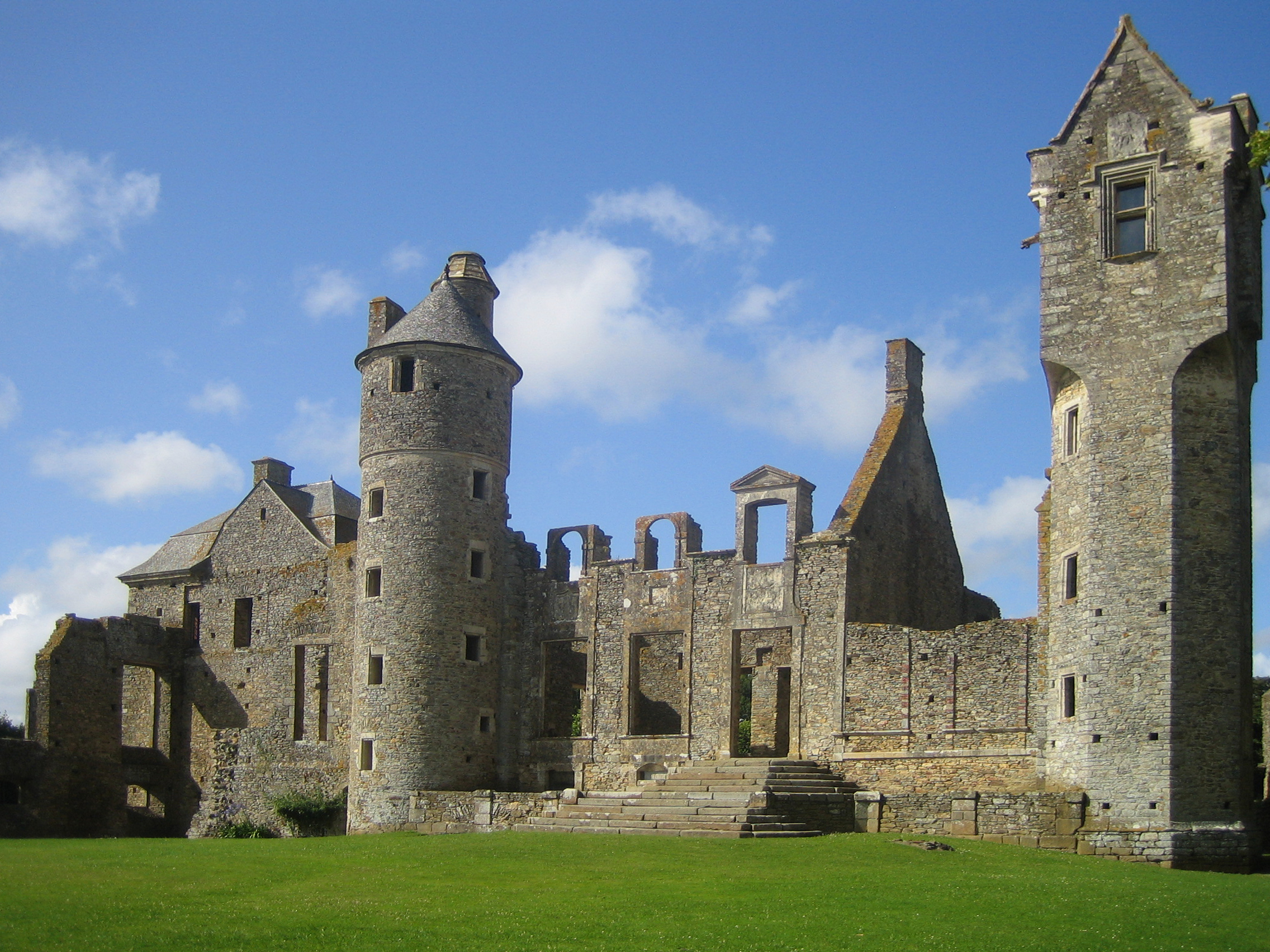
Le château de Gratot.
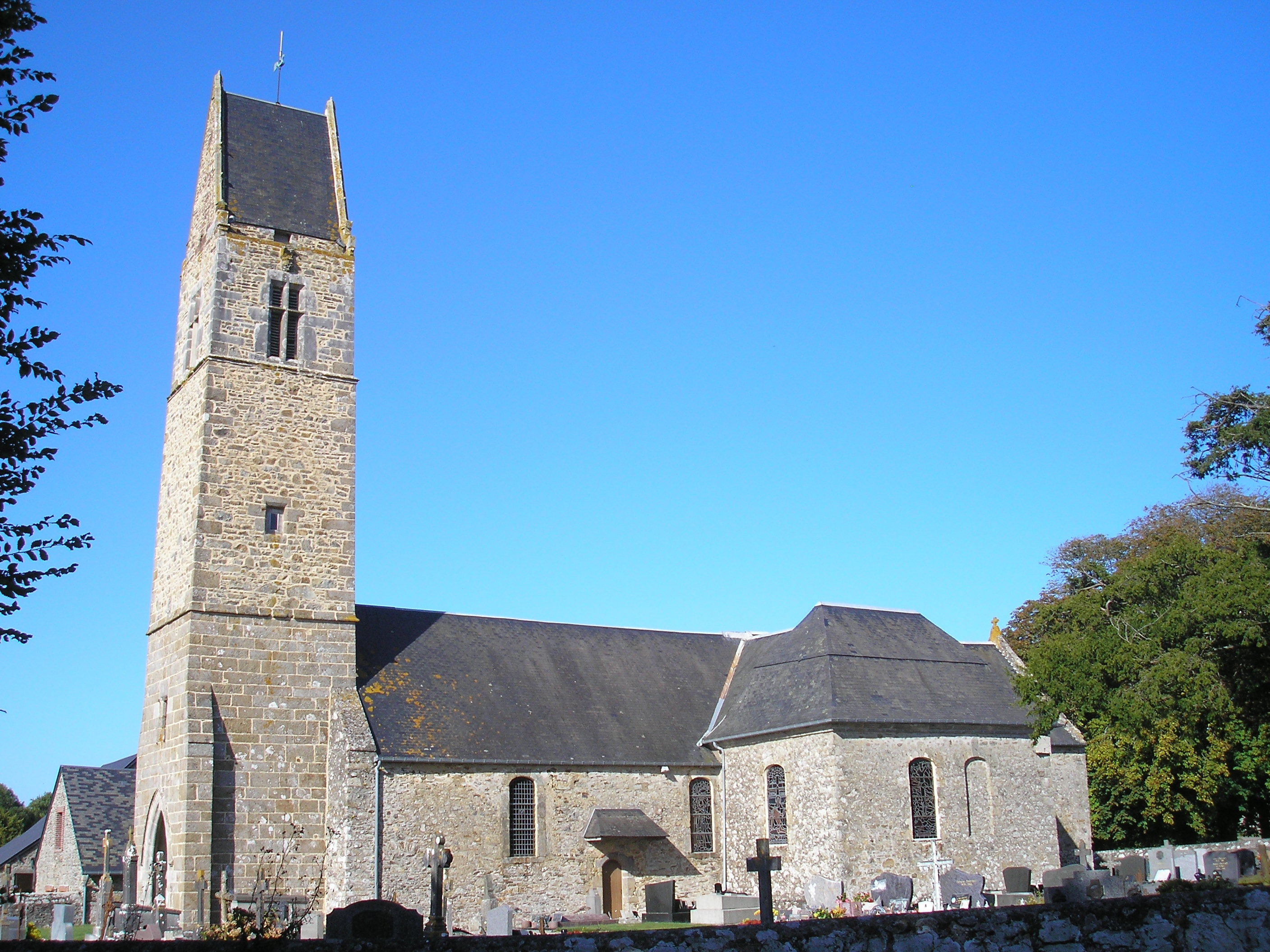
L'église Notre-Dame.
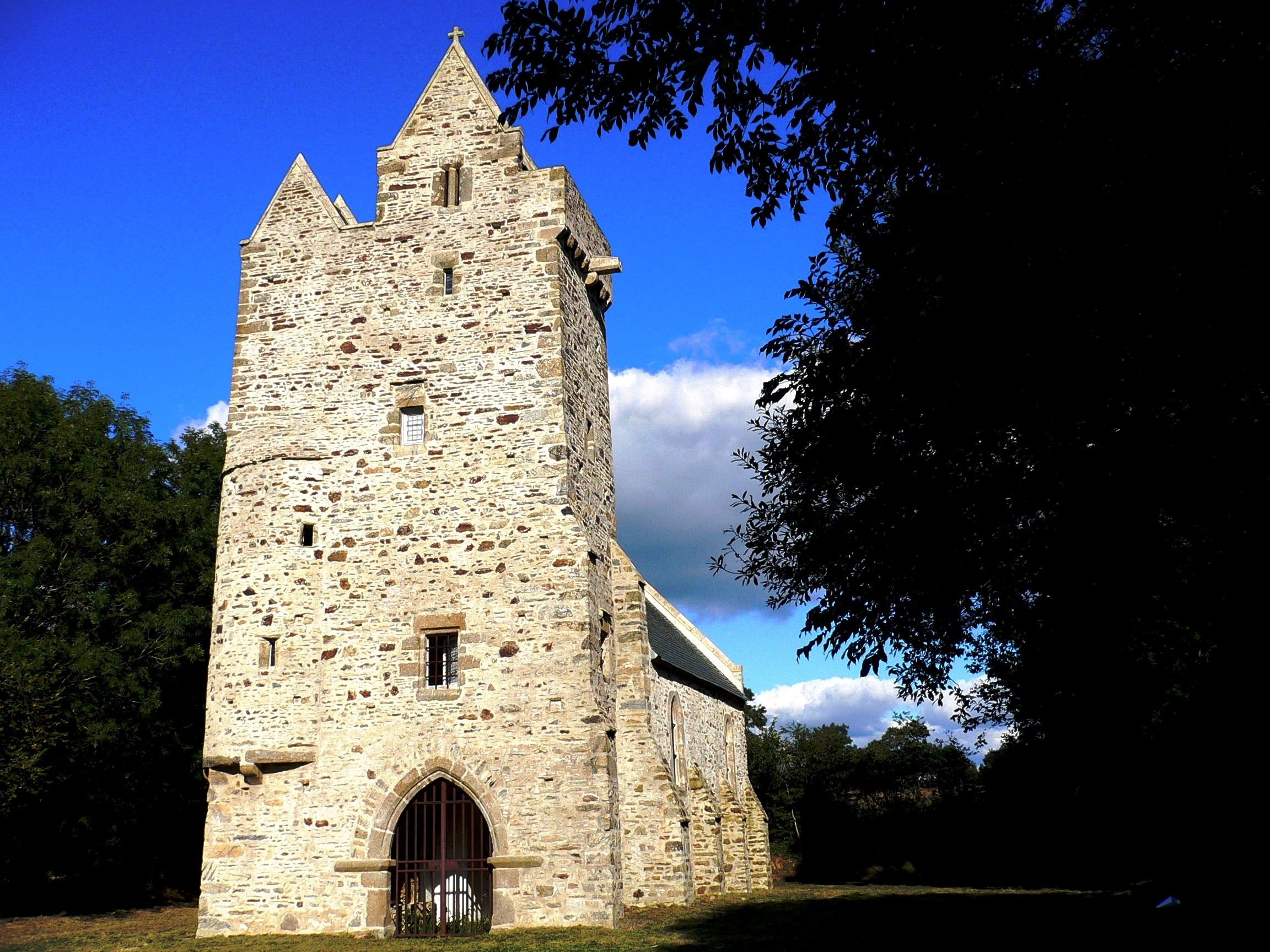
L'ermitage Saint-Gerbold.
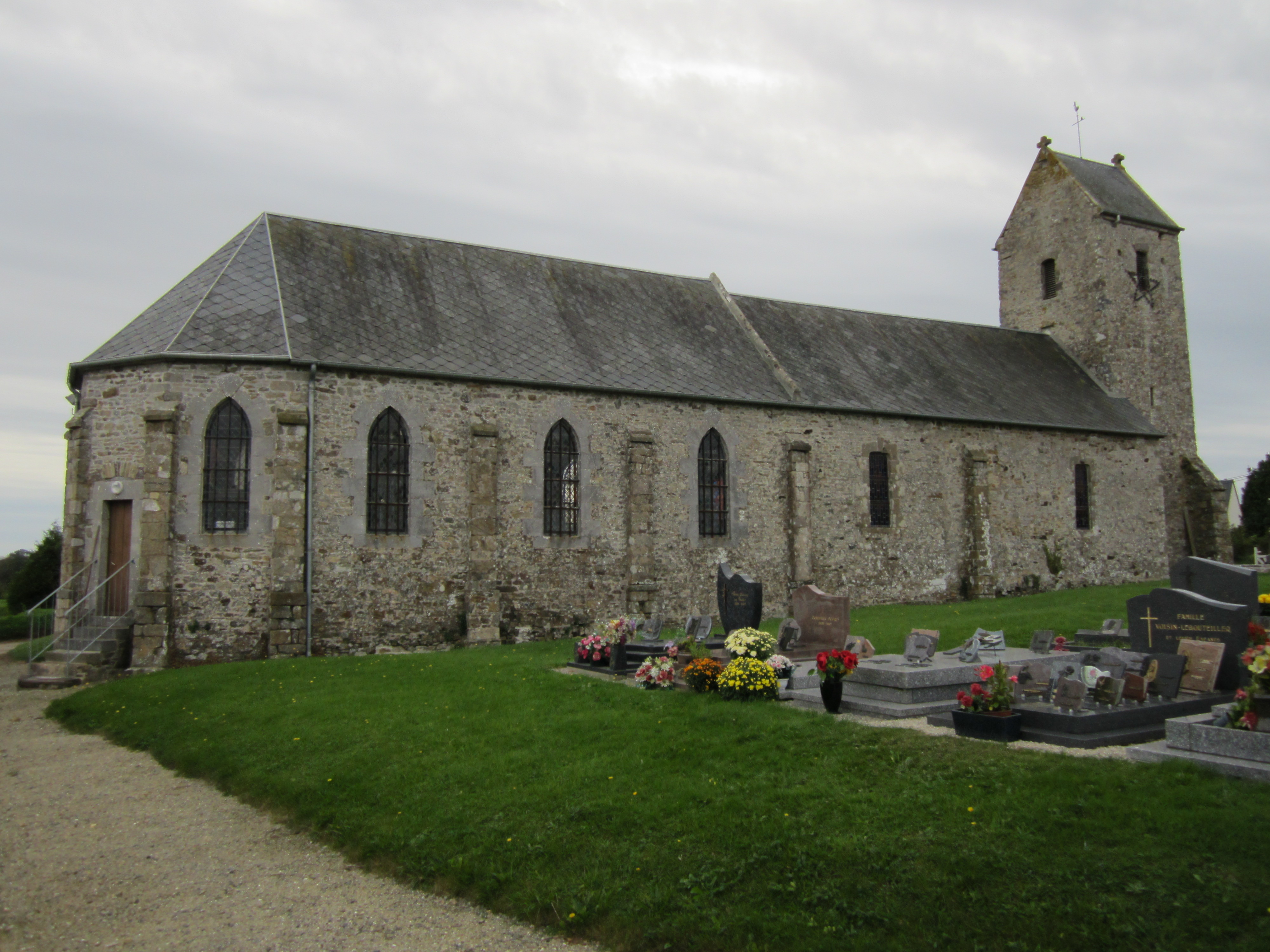
L'église du Homméel.

### Personnalités liées à la commune
- Suzanne Lerouxel, Juste parmi les nations.

### Héraldique
| Blason de Gratot | Blason  | Tiercé en pairle renversé : au 1er de gueules à deux léopards d'or, armés et lampassés d'azur, l'un au-dessus de l'autre, au 2e d'or à trois quintefeuilles de gueules, au 3e de sinople à une tour masurée d'argent, maçonnée de sable et ouverte du champ. |
| Blason de Gratot | Détails | Le premier est aux armes de la Normandie. Le deuxième est inspiré des armes de la famille d'Argouges. Le dernier est une représentation du château en ruines sur un fond vert, couleur symbolisant la terre et l'agriculture. Adopté le 1er avril 2019.      |